# Breslauer Neueste Nachrichten
Die Breslauer Neuesten Nachrichten waren eine in Breslau (in der Weidenstraße) seit 1888 erscheinende deutschsprachige Tageszeitung bis zum 29. Februar 1944. Zu den Redakteuren der Zeitung gehörte bis 1934 der Schriftsteller Walter Jacobs (Sohn von Albert Jacob, dem Direktor des Reichspostmuseums). Vor 1918 hieß die Zeitung Breslauer General-Anzeiger. Es war eine der bedeutenden Zeitungen des deutschen Ostens, deren tägliche Auflage die Zahl von 175.000 Exemplaren überstieg.